# Euphyia cretacea
Euphyia cretacea är en fjärilsart som beskrevs av Wagner 1922. Euphyia cretacea ingår i släktet Euphyia och familjen mätare. Inga underarter finns listade i Catalogue of Life.